# Ray Reardon
Ray Reardon MBE (Tredegar, 8 de outubro de 1932 – 19 de julho de 2024) foi um jogador profissional de snooker galês, que dominou o desporto durante a década de 1970. Venceu o campeonato mundial de snooker por seis vezes. Tinha a alcunha de "Drácula".
Em 1985, recebeu a Ordem do Império Britânico por seus serviços no snooker, sendo reconhecido com um dos maiores jogadores que o País de Gales produziu.
Morreu em 19 de julho de 2024, aos 91 anos.